# نیژنه‌تیمکینو
نیژنه‌تیمکینو (انگلیسی: Nizhnetimkino) یک شهرک در شهرستان کارماسکالینسکی استان باشقیرستان کشور روسیه است.